# عبد الرحمن بروان
عبد الرحمن بروان (1929 - 2019)، هو سياسي ثائر جزائري ثار على الإحتلال الفرنسي. وهو معروف بلقب المجاهد صافار. وهو أحد الأعضاء المؤسسين لوزارة التسليح و الاستعلامات العامة خلال الثورة، المعروفة بـ «المالغ».

## حياته
من مواليد 17 يونيو /جوان 1929 بمدينة غليزان . درس في كلية العلوم السياسية بتولوز لغاية إضراب الطلبة سنة 1956.

### نشاطه أثناء الثورة
إلتحق بالثورة في 6 أغسطس /أوت 1956 بالولاية الخامسة ولقب بـ صافار وفي سنة 1958 تقلد إدارة مديرية اليقظة ومكافحة التجسس (DVCR) أحد الفروع التابعة لجهاز المالغ .

### نشاطه بعد الثورة
شغل العديد من المهام أبرزها :
1. د بتنظيم وكالات الشركة الجزائرية للطيران بأوروبا .
2. مدير الوكالة الجزائرية للسياحة سنة 1971 .
3. مدير الهيئة الوطنية للمؤتمرات والندوات سنة 1976
4. مستشار بوزارة السياحة سنة 1978 لغاية تقاعده .

## من مؤلفاته
- كتاب: «أصول المالغ» ، مذكراته نشرت سنة 2015 (دار النشر البرزخ).[3]

## وفاته
توفي يوم 30 ماي 2019 بمدينة الجزائر العاصمة عن سن 90 عاما ودفن بمقبرة العالية.

## وصلات خارجية
- مقالة عنه في صحيفة "الخبر"
- خبر وفاته في صحيفة "المجاهد"
- إذاعة وفاته على التلفزة الجزائرية - على موقع يوتيوب